# トンボー (漫画)
『トンボー』は、沼田純による日本のギャグ漫画作品。『週刊少年チャンピオン』（秋田書店）2008年38号〜40号、42号〜44号の短期集中連載を経て、同年52号より2009年35号まで本格連載。単行本は1巻が発売されているが、2巻以下は発売の予定がない。最終回は『行徳魚屋浪漫スーパーバイトJ』3巻に掲載された。

## 概要
とある田舎の道草村に住む指先トンボは幼少の頃は病弱であったが、ある手術の日、兄のイナゴが昆虫図鑑を見せながら手術をさせたせいで虫人間に改造された。この漫画は虫人間となって、虫のような元気さと笑顔を手に入れたトンボとその仲間達が、道草村で巻き起こす騒動をえがいたギャグ漫画である。

## 登場人物
人物名のほとんどは昆虫名が由来となっている。
指先トンボ（ゆびさき トンボ）
主人公。14歳。中学2年生。幼少の頃虫人間に改造され、虫のような元気さと笑顔を手に入れた。第六話で蛹になったが、羽化後も眉毛が触角状に伸びただけで、他に変化はない。
勃牙利亜リンコ（ぶるがりあ リンコ）
14歳。都会から道草村に引っ越してきた、トンボの親友であり、友情に厚いタイプ。
指先イナゴ（ゆびさき イナゴ）
トンボの兄。19歳。無職。家でも外でも寝転がっている。金になる仕事はしない主義。
油セミオ（あぶら セミオ）
道草村の村長。但し、村民の支持は余り得られておらず、村の人気者であるトンボに人気の秘訣を聴こうとする。
鈴目場チコ（すずめば チコ）
道草村の郵便局職員。19歳。余りにも郵便を愛するためにハガキ的な物に過剰に反応する。
桶ララ（おけ ララ）
トンボの担任。23歳。幸せについて本職の教師職をそっちのけで考えている。また、惚れっぽい性質でもある。
桑ガタジロー（くわ ガタジロー）
トンボのクラスメイト。反抗期。
甲斐コヅエ（かい コヅエ）
道草村長の秘書。22歳。なぜか顔の半分を隠しながら、村長の人気アップと称した嫌がらせの策を考えている。
勃牙利亜メンボ（ぶるがりあ メンボ）
リンコの弟。小学4年生。姉と仲の良いトンボに嫉妬している。
赤カブト、タマ、ゲンゴロウ
メンボのクラスメイトであり、メンボと四人でマックルを結成して、トンボを相手に西部劇ごっこ（実態はスカートめくり）をした。
源氏保田ルカ（げんじぼた ルカ）
トンボの同級生の少女。純潔に強くこだわり、そのためにはいかなる努力もおしまないが、その行動はいつも行き過ぎている。
虻ディランコ（あぶ ディランコ）
道草ラジオ放送局のおばさん相談員。元ネタはボブ・ディラン。
抜田トビコ（ばった トビコ）
メンボの担任。借金を大量に抱えており、ヤクザに追われている。
紋白チョー太(もんしろ チョーた）
トンボのクラスメイト。